# Gracias a Dios (departament)
Gracias a Dios – departament we wschodnim Hondurasie, nad Morzem Karaibskim. Zajmuje powierzchnię 16 630 km². W 2001 roku departament zamieszkiwało ok. 67 tys. mieszkańców. Siedzibą administracyjną jest Puerto Lempira.
Składa się z 6 gmin:
- Ahuas
- Brus Laguna
- Juan Francisco Bulnes
- Puerto Lempira
- Ramón Villeda Morales
- Wampusirpi